# Berni Collas
Bernard „Berni“ Collas (* 27. April 1954 in Weismes; † 16. September 2010 in Brüssel) war ein belgischer Politiker der Partei für Freiheit und Fortschritt (PFF) bzw. Mouvement Réformateur (MR). Er war seit 1990 Mitglied des Parlamentes der Deutschsprachigen Gemeinschaft Belgiens und von 2004 bis 2010 Gemeinschaftssenator.

## Leben
Berni Collas, studierter Übersetzer (IESLC, 1976) und Politikwissenschaftler (VUB, 1984), arbeitete von 1978 bis 1999 bei einem belgischen Finanzinstitut, dies vorwiegend im internationalen Bereich. Gleichzeitig war er von 1985 bis 1990 war Präsident der PFF-Lokalsektion Büllingen.
Im Jahr 1990 schaffte er für die PFF den Sprung in den Rat (später: das Parlament) der Deutschsprachigen Gemeinschaft Belgiens, wo er bis 1999 der Vorsitzende seiner Fraktion war. Von September 1999 bis September 2003 war Collas als Fachberater im Kabinett des föderalen Außenministers Louis Michel (MR) tätig, und von 2003 bis Januar 2004 im Kabinett des Finanzministers Didier Reynders (MR).
Im Jahr 2004 wurde Collas vom Parlament der Deutschsprachigen Gemeinschaft zum sogenannten Gemeinschaftssenator bestimmt. Im Senat hinterlegte er die Gesetzesvorschläge, die vorsehen, dass die föderalen Gesetzestexte, die lediglich in Niederländisch und Französisch veröffentlicht werden, nunmehr mit und mit ins Deutsche zu übersetzen sind (auch „Collas-Gesetze“ genannt; siehe auch Sprachgesetzgebung in Belgien). Er gehörte zudem als Vizepräsident dem Untersuchungsausschuss des Senats an, der sich mit den Vorfällen rund um die „Fortis-Affäre“ in den Jahren 2008–2009 beschäftigte. Im Januar 2010 musste Collas jedoch sein Senatsmandat zurückgeben, nachdem die Mehrheit des Parlamentes, in Ausführung des Koalitionsabkommens der Regierung der Deutschsprachigen Gemeinschaft unter Karl-Heinz Lambertz (SP), den ehemaligen Senator und Parlamentspräsidenten Louis Siquet (SP) zum Gemeinschaftssenator wählte.
Berni Collas verstarb unerwartet am 16. September 2010 und hinterließ seine Frau und drei Kinder.

## Übersicht der politischen Ämter
- 1990–2010: Mitglied des Parlamentes der Deutschsprachigen Gemeinschaft (bis 1999 Fraktionsführer)
- 2001–2010: Mitglied des Gemeinderates in Büllingen
- 2004–2010: Senator